# I love you (ver informatique)
Pour les articles homonymes, voir I love you.
I love you (« Je t'aime », en anglais) est le nom d'un ver informatique, apparu pour la première fois le 4 mai 2000.

## Présentation
Ce ver porte aussi les noms Loveletter et The Love Bug. Il dissimule un script malveillant programmé en VBS derrière une fausse lettre d’amour. Ce script a diffusé massivement le ver à travers les logiciels de messagerie Microsoft Outlook et Outlook Express. Il ajoute également des clefs dans la base de registre de Windows, lui permettant de se lancer à chaque démarrage de Windows. Il s’insère dans les fichiers *.JPG, *.JPEG, *.VBS, *.VBE, *.JS, *.JSE, *.CSS, *.WSH, *.SCT, *.DOC *.HTA et les renomme en leur ajoutant l'extension VBS afin de permettre son exécution. Il y a une exception : les fichiers *.MP3. Le ver s'insère seulement dans une copie de ces fichiers, en gardant l'original avec l'attribut caché (Hidden).
I LOVE YOU a infecté en premier lieu les Philippines, ensuite la quasi-totalité de l’Asie, l’Europe, l’Afrique et les Amériques. Ses auteurs étaient des Philippins, Irene et Onel de Guzman et Reomel Lamores.

## Dommages estimés
Il s'est répandu sur des dizaines de millions de machines dans le monde, et est responsable de dommages évalués à environ 10 milliards de dollars.

## Étymologie
Ce ver tire son nom de la pièce jointe au courrier électronique qui le transporte, nomméLove-Letter-for-you.txt.vbs. Le Centre de Coordination des CERT parle quant à lui du ver Love Letter. En effet, le ver se fait passer pour une lettre d'amour, notamment grâce à l'icône des fichiers de son type rappelant celui d'une lettre.

## Aspects techniques

### Mécanisme de contamination
La plate-forme visée est Windows, en particulier Windows 98 et Windows 2000 sur lesquelles WSH est installé par défaut. Les postes sous Windows 95 et Windows NT 4.0 sur lesquels WSH n'a pas été installé ne courent donc pas de risques. Lors de son ouverture, avant toute chose, il allonge la durée maximale du temps d'exécution des scripts VBScript. Ce script cherche sur les disques locaux et sur ceux accessibles via le réseau, tous les fichiers ayant une certaine extension (fichiers scripts, images, textes, pages HTML, etc.) et remplace leur contenu par son propre code source, ajoutant le suffixe .vbs au fichier pour permettre son exécution en tant que script VBS. Les fichiers légitimes sont donc perdus. Il change la page d'accueil d'Internet Explorer de manière à télécharger un cheval de Troie qui a pour but de voler des mots de passe et autres identifiants de connexion. Il modifie aussi la base de registre de Windows pour être redémarré à chaque lancement du système.
Une fois installé, il utilise le carnet d'adresses d'Outlook ou Outlook Express pour s'envoyer lui-même à tous les contacts de l'utilisateur du logiciel. De plus, si le logiciel mIRC est présent sur l'un des disques durs, le ver va y ajouter un script envoyant automatiquement la « lettre d'amour » à toute personne se connectant au même salon que le propriétaire de l'ordinateur infecté.

### Enquête
Les enquêteurs découvrirent la chaîne de caractères « Barok » dans le code du ver. Ce mot était déjà apparu quelques mois auparavant dans un autre programme malveillant, moins nuisible, avec l'indication que son auteur étudiait à l'AMA, une université philippine d'informatique. La police de Manille se présenta à l'appartement d'Onel de Guzmán, 24 ans, dont le nom avait été transmis à la police par l'université. Elle trouva les disques qui prouvaient qu'il était l'un des auteurs du script. Mais les Philippines n'avaient, à l'époque, pas de lois contre le hacking. En juin 2000, une nouvelle législation fut établie, mais il était trop tard : l'auteur de l'un des vers les plus destructeurs est resté impuni. En 2020, il vivait à Manille.